# ASTROS II

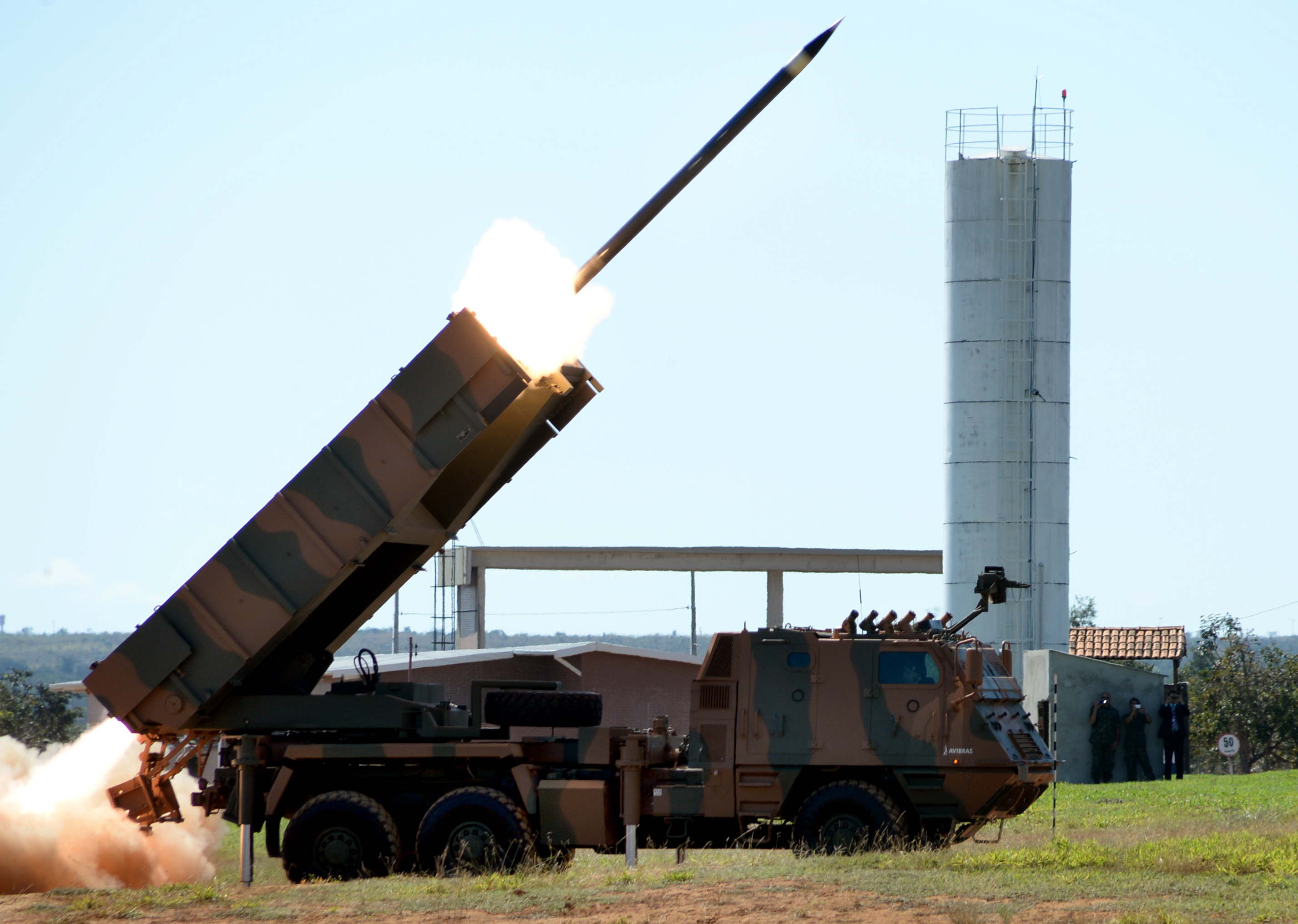
ASTROS II

ASTROS II (Artillery Saturation Rocket System II) – brazylijski polowy system rakietowy. Produkowany od 1983 roku przez firmę Avibras Industria Aerospacial z São Paulo. Z broni tej korzystają armie takich państw jak: Irak, Arabia Saudyjska, Bahrajn, Katar, Malezja (od 2002 roku) oraz Brazylia.
Typowa bateria składa się z:
- sześciu uniwersalnych polowych wyrzutni rakietowych typu AV-LMU,
- sześciu samochodów transportowo-załadowczych AV-RDM,
- opcjonalnie jeden wóz kierowania i korygowania ognia typu AV-UCF,
- dwa wozy warsztatowe AVOFVE oraz wóz dowodzenia AV-VCC (tylko na szczeblu dywizjonu).

Dodatkowo, kiedy użyty jest do obrony wybrzeża współpracuje z mobilnym centrum dowodzenia i poszukiwań typu AV-CBO.
Wszystkie wozy mają układ jezdny 6x6, opancerzone kabiny, wyrzutnie granatów dymnych oraz wkm kalibru 12,7 mm do zwalczania celów powietrznych. Do strzelania z wyrzutni używa się pięciu różnych typów niekierowanych pocisków rakietowych kalibru od 127 do 300 mm. Donośność wynosi do 300 km. Maksymalna prędkość jazdy – po drogach utwardzonych 90 km/h, w terenie 40 km/h. Masa – 20 ton. Długość 8 m, szerokość 2,4 m, wysokość 2,6 m.